# 太陽
太陽（たいよう、ラテン語: Sol）は、銀河系（天の川銀河）の恒星の一つである。地球も含まれる太陽系の物理的中心であり、太陽系の全質量の99.8 %を占め、太陽系の全天体に重力の影響を与える。口語では日・陽（ひ）とも言う。
太陽は属している銀河系の中ではありふれた主系列星の一つで、スペクトル型はG2V（金色）である。推測年齢は約46億年で、中心部に存在する水素の50 %程度を熱核融合で使用し、主系列星として存在できる期間の半分を経過しているものと考えられている。なお、内部の状態については未解明な部分が多く、後述する「標準太陽モデル」によって求められているのが現状である。
また、太陽が太陽系の中心の恒星であることから、任意の惑星系の中心の恒星を比喩的に「太陽」と呼ぶこともある。

## 概要と位置
太陽の半径は約70万 kmで直径約140万 kmとなり地球の直径の約109倍の大きさである。質量（太陽質量）は地球の約33.3万倍にほぼ等しい約1.989×1030 kgであり、太陽系の全質量の99.86 %を占める。平均密度は水の1.4倍であり、地球の5.5倍と比べ約1/4となる。
太陽が属している銀河系では、その中心から太陽までの距離は約2万5千光年であり、オリオン腕に位置する。地球から太陽までの平均距離は約1億4960万 km（約8光分19光秒）である。この平均距離は地球太陽間距離の時間平均と考えても、地球の軌道長半径と考えてもどちらでも差し支えない。なお、この平均距離のより正確な値は 149597870700 m（誤差は 3 m）で、これを1天文単位 (au) と定義する。その後、2012年8月の国際天文学連合 (IAU) の決議で 1 au の値は誤差 ±3 m を除いて正確に 149597870700 m であると再定義された。この距離を光が届くのに要する時間は8.3分であるので、8.3光分とも表せる。太陽は銀河系内の軌道を一周するのに約2億2500万から2億5000万年ほどかかるとされており、それを太陽の公転軌道とするならば、太陽の自転軸はおよそ60度傾いている。公転運動ではこと座、ヘルクレス座の方向に向かって移動している。
太陽の数値を単位に用いるような場合、それらは太陽を表す記号☉をつけて表す。例えば太陽質量ならばM☉、太陽光度ならばL☉で表示する。時間の基準も、現在は原子時計で決まる1秒を基底にしているが、かつては地球の自転と公転、人間の視点からすると日の出や日の入りや季節の一巡を基準に「日」や「年」を決める太陽暦・太陰太陽暦が使われた。

## 構造
1. 太陽核
2. 放射層
3. 対流層
4. 光球
5. 彩層
6. コロナ
7. 太陽黒点
8. 粒状斑
9. 紅炎

太陽の構造

太陽はほぼ完全な球体であり、その扁平率は0.01 %以下である。太陽には、地球型惑星や衛星などと異なり、はっきりした表面が存在しない。
太陽は、中心核（太陽核）・放射層・対流層・光球・彩層・遷移層・コロナからなる。可視光にて地球周辺から太陽を観察した場合の視野角と概ね一致するため、このうち光球を便宜上太陽の表面としている。また、それより内側を光学的に観測する手段がない。太陽半径を太陽中心から光球までの距離として定義する。光球には周囲よりも温度の低い太陽黒点や、まわりの明るい部分であるプラージュと呼ばれる領域が存在することが多い。光球より上層の、光の透過性の高い部分を太陽大気と呼ぶ。プラズマ化した太陽大気の上層部は太陽重力による束縛を受けにくい。このため惑星間空間に漏れ出し海王星軌道まで及んでいる。これを太陽風と呼び、オーロラの原因ともなる。
太陽は光球より内側が電磁波に対して不透明であるため、内部を電磁波によって直接見ることができない。太陽内部についての知識は、太陽の大きさ、質量、総輻射量、表面組成・表面振動（5分振動）などの観測データを基にした理論解析（日震学）によって得るしか方法がないのが現実である。理論解析においては、太陽内部の不透明度と熱核融合反応を量子力学により推定し、観測データによる制限を境界条件とした数値解析を行う。よって、太陽中心部の温度、密度などはこのような解析によって得られた数値であり、なおかつ推定値でもある。

### 中心核
太陽の中心には半径10万キロメートルの核（中心核）があり、これは太陽半径の約2割に相当する。密度が156 g/cm3（およそ水の156倍）であり、このため太陽全体の2 %ほどの体積の中に約50 %の質量が詰まった状態になっている。その環境は2500億気圧、温度が1500万 Kに達するため物質は固体や液体ではなく理想気体的な性質を持つ、結合が比較的低い量子論的な縮退したプラズマ（電離気体）状態にある。
太陽が発する光のエネルギーは、この中心核においてつくられる。ここでは熱核融合によって物質からエネルギーを取り出す熱核融合反応が起こり、水素がヘリウムに変換されている。1秒当たりでは約3.6×1038 個の陽子（水素原子核）がヘリウム原子核に変化しており、これによって1秒間に430万トンの質量が3.8×1026 Jのエネルギー （TNT火薬換算で9.1×1016 トンに相当する）に変換されている。このエネルギーの大部分はガンマ線に変わり、一部がニュートリノに変わる。ガンマ線は周囲のプラズマと衝突・吸収・屈折・再放射などの相互作用を起こしながら次第に「穏やかな」電磁波に変換され、数十万年かけて太陽表面にまで達し、宇宙空間に放出される。一方、ニュートリノは物質との反応率が非常に低いため、太陽内部で物質と相互作用することなく宇宙空間に放出される。それ故、太陽ニュートリノの観測は、現在の太陽中心部での熱核融合反応を知る有効な手段となっている。

### 放射層

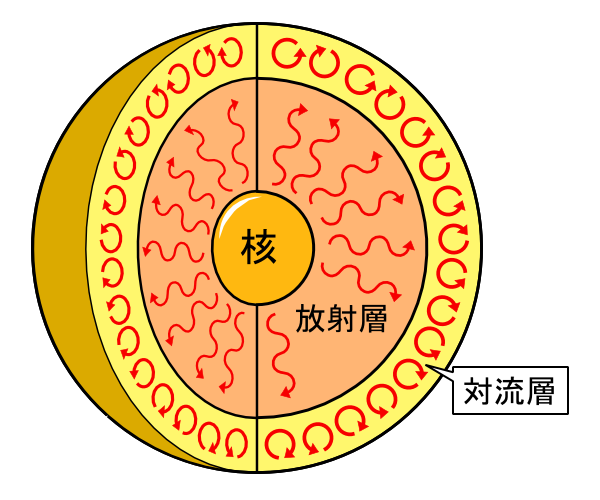
太陽内部の放射層と対流層
放射層は太陽半径の20-70 %の所にあり、対流層は70-100 %の所にある。

太陽半径の0.2倍から0.7倍まで、中心核を厚さ40万キロメートルで覆う層では、放射（輻射）による熱輸送を妨げる程には物質の不透明度が大きくない。したがって、この領域では対流は起こらず、輻射による熱輸送によって中心核で生じたエネルギーが外側へ運ばれている。放射層をエネルギーが通過するには長い時間がかかり、近年の研究では約17万年が必要とも言われる。

### 対流層
0.7太陽半径から1太陽半径まで、厚さにして20万キロメートルの層では、ベナール対流現象でエネルギーが外層へ伝わる。ここでは微量イオンが原因となって不透明度が増し、輻射によるエネルギー輸送よりも効率が高い対流による熱伝導を行う。

### 光球

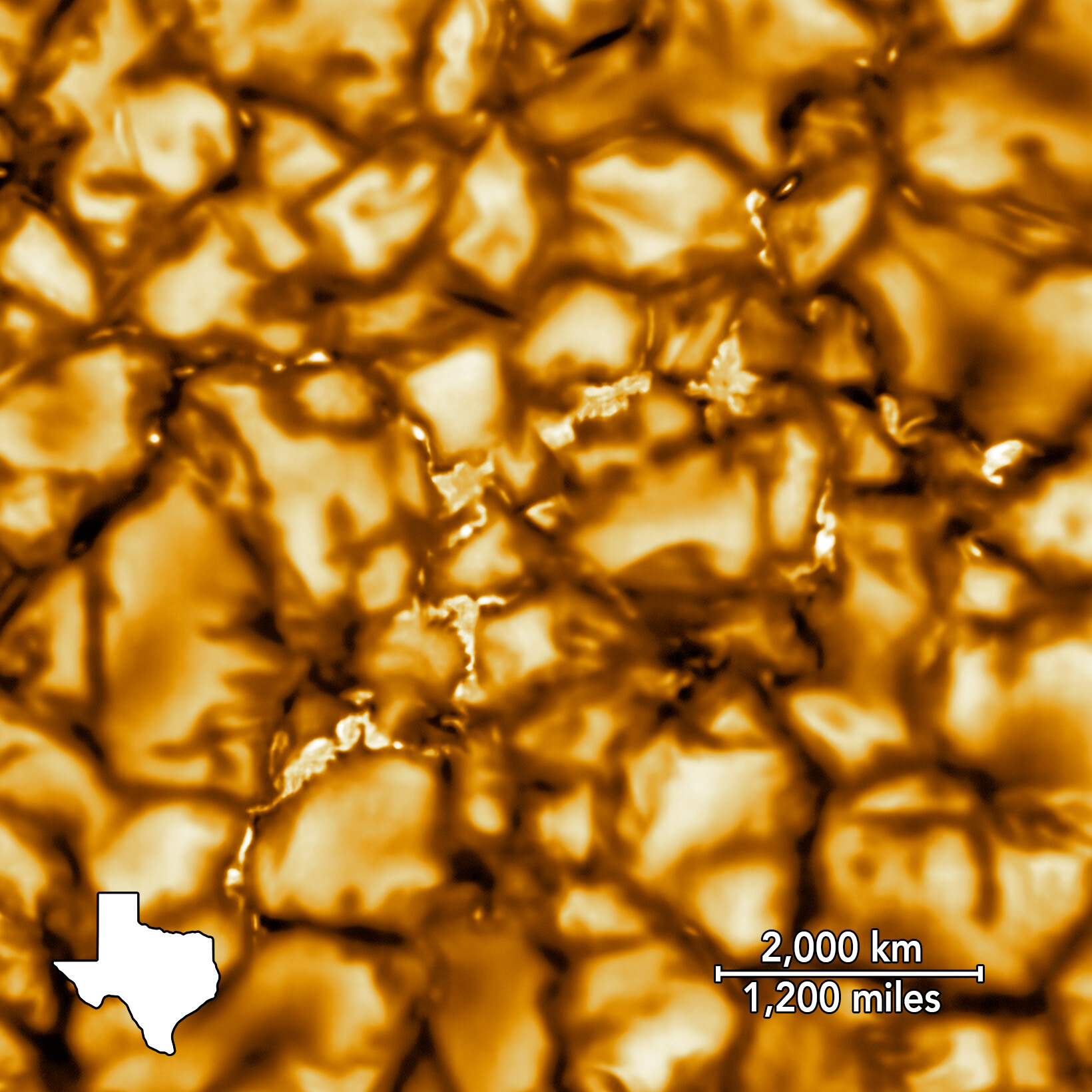
太陽の表面はガスの対流により粒状斑になっている。

光球とは、可視光を放出する、太陽の見かけの縁を形成する層である。光球より下の層では密度が急上昇するため電磁波に対して不透明になり、上の層では太陽光は散乱されることなく宇宙空間を直進するためこのように見える。厚さ約300–600 kmと薄い。
光球表面から放射される太陽光のスペクトルは約5800 Kの黒体放射に近く、これに太陽大気の物質による約600本もの吸収線（フラウンホーファー線）が多数乗っている。比較的温度が低いため水素は原子状態となり、これに電子が付着した負水素イオンになる。これが対流層からのエネルギーを吸収し、可視光を含む光の放射を行う。光球の粒子密度は約1023 個/m3である。これは地球大気の海面上での密度の約1 %に相当する。光球よりも上の部分を総称して太陽大気と呼ぶ。太陽大気は電波から可視光線、ガンマ線に至る様々な波長の電磁波で観測可能である。
光球の表面には、太陽大気ガスの対流運動がもたらす湧き上がる渦がつくる粒状斑・超粒状斑や、しばしば黒点と呼ばれる暗い斑点状や白斑という明るい模様が観察できる。黒点部分の温度は約4000 K、中心部分は約3200 Kと相対的に低いために黒く見える。また、スペクトル解析からこの黒点部分には水分子が観測された。

### 彩層
光球表面の上には厚さ約2000 kmの密度が薄く温度が約7000–10000 Kのプラズマ大気層があり、この層から来る光には様々な輝線や吸収線が見られる。この領域を彩層と呼ぶ。皆既日食の始まりと終わりには紅色の彩層を見ることができる。この彩層ではさまざまな活発な太陽活動が観察できる。

### コロナ

皆既日食では、光球が完全に隠れたときに、真珠色に輝くコロナを肉眼でも見ることができる。

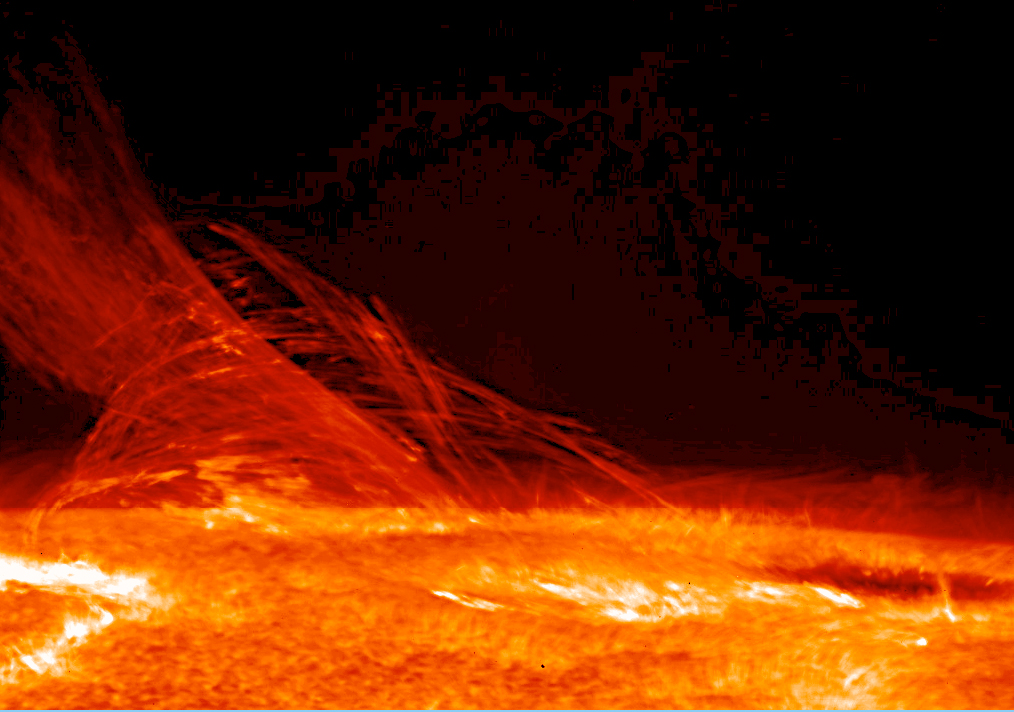
2007年1月12日に人工衛星「ひので」がコロナ放出の瞬間を撮影した貴重な画像

彩層のさらに外側にはコロナと呼ばれる約200万 Kのプラズマ大気層があり、太陽半径の10倍以上の距離まで広がっている。彩層とコロナの間には遷移層と呼ばれる薄い層があり、これを境界に温度や密度が急激に変化する。コロナがなぜ太陽表面より温度が高いのかはわかっていない。
コロナからは太陽引力から逃れたプラズマの流れである太陽風が出ており、太陽系と太陽圏 (heliosphere) を満たしている。コロナの太陽表面に近い低層部分では、粒子の密度は 1011 個/m3程度である。自由電子が光球の光を散乱しており、輝度は光球の1/100万と低いため普段は見えないが、皆既日食の際に白いリング状（またはアーチ状とも表現できる）に輝くコロナが観察できる。
かつてコロナのスペクトル線を分析した際に、既知の元素に見られないスペクトルが発見されたため、地上に存在しない元素「コロニウム」が提唱されたことがある。しかしこれはコロナの温度がもっと低温と考えられていたためであり、このスペクトルは一般的な元素が高階電離状態で発するものであった。例えば最も強い波長530.3 nmの緑線は13階電離（軌道電子を13個失った）鉄元素と判明した。
コロナの領域では、X線が観測されない領域が発生することがある。これは「コロナホール」と呼ばれ、磁力線が宇宙空間に向けて開いている箇所であり、ここはコロナガスが希薄で太陽風を発生させる原因のひとつである。

## 太陽活動

### エネルギー源
光輝く太陽はどのようなエネルギーを源にしているかという問題は、19世紀頃までに続々と発見された化学反応ではとうてい解明できず、大きな疑問となっていた。当初は重力ポテンシャルエネルギーという想像もあったが、19世紀末に放射能が発見されると原子核反応が候補となった。そして1938年に核融合反応が発見されると、これが太陽活動のエネルギー源と考えられるようになった。

#### 標準太陽モデル
太陽の内部構造は直接観測できない。そのため、1950年代–1960年代にかけてこれを理論的に構築する試みが行われた。これにより、熱核融合反応にて水素をヘリウムへ変換することでエネルギーを生み出す太陽46億年の歴史過程を求め、熱伝導や重力バランスを説明する現在の構造を試算した結果が「標準太陽モデル」と呼ばれる。このモデルによって、太陽中心温度や密度が計算された。

### 差動回転

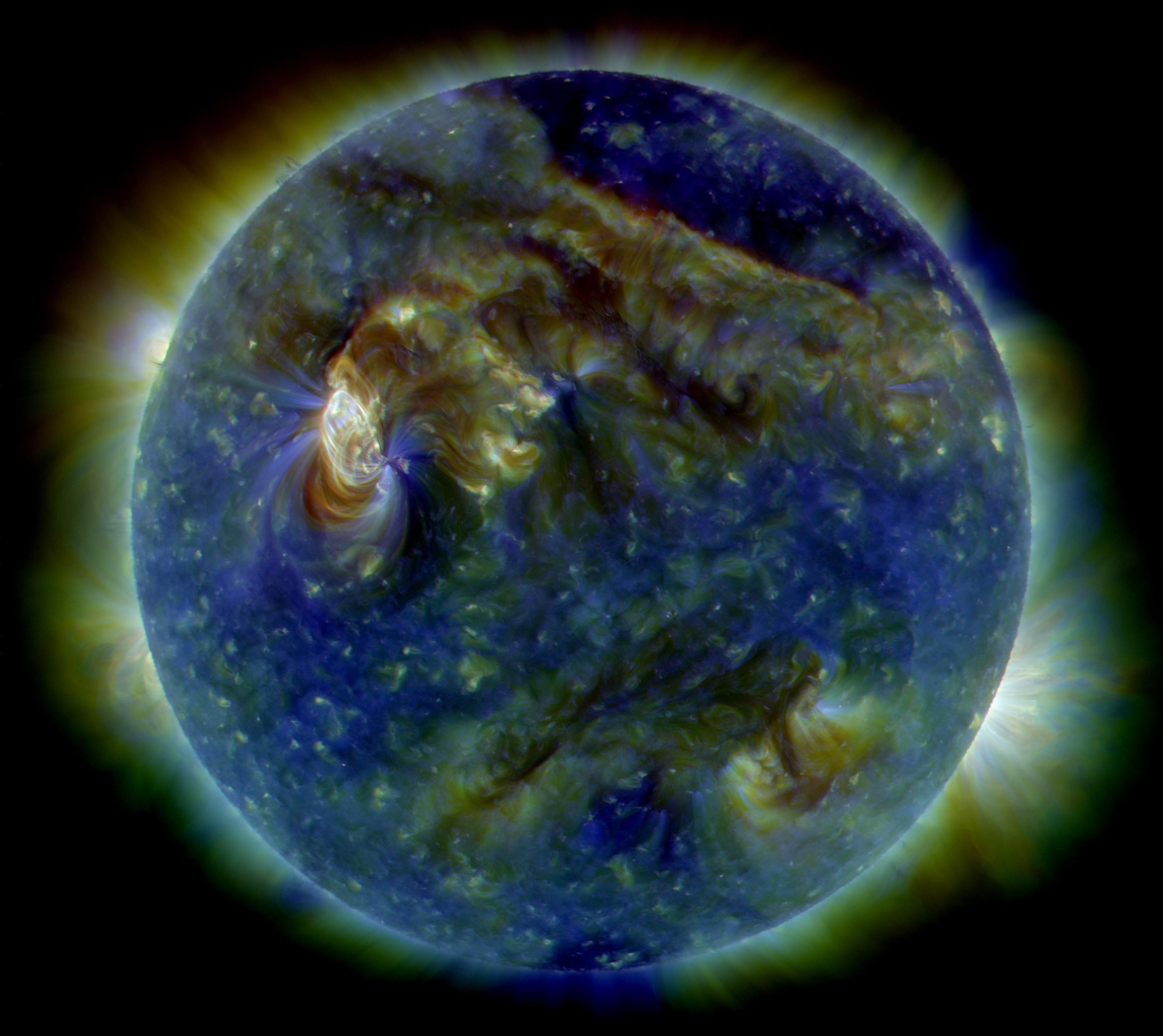
この偽色彩法の紫外線のイメージでは、太陽は星の表面から立ち上がって、磁界に続くプラズマのC3クラス太陽フレア (上部の左上の白い部分) 、太陽の津波 (波のような構造、上部の右) および多数のフィラメントを示している。

太陽内部の物質は極端な高温のために全てプラズマの状態にあるとされる。このように剛体でないため、太陽は赤道付近の方が高緯度の領域よりも速く自転し、周期は赤道部分で約25日（地球上の観測では地球公転運動の影響から27日となる）、極近くでは約30日である。この太陽の赤道加速型「差動回転」（または「微分回転」）のために、太陽の磁力線は時間とともにねじれていくことになる。ねじれて変形した磁力線はやがて磁場のループを作って太陽表面から外へ飛び出して、太陽黒点や紅炎（プロミネンス）を作ったり、太陽フレアと呼ばれる爆発現象を引き起こしたりする。この天体現象については地球からの観察に限って言うと、日食の間であれば比較的観察しやすい条件下にある。

### 太陽磁場と周期

#### 太陽磁場

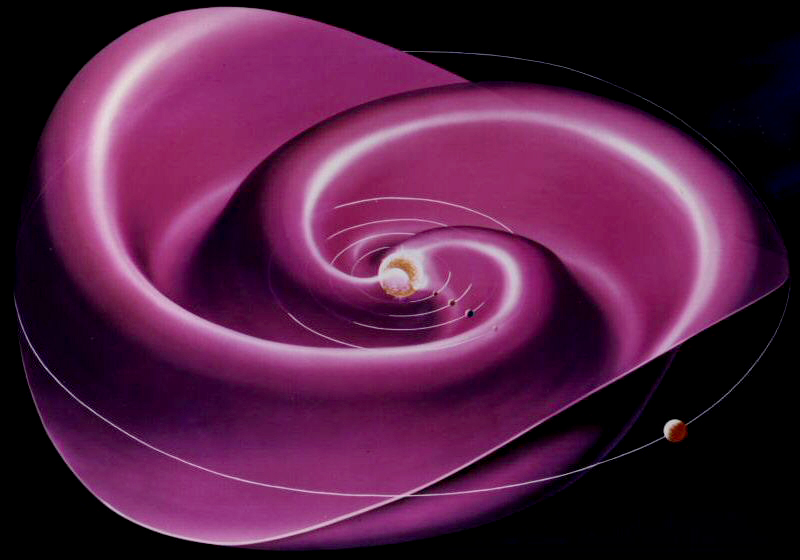
太陽圏電流シートは惑星軌道を越えて広がり、らせん状に展開する。このもようは、しばしばバレリーナのスカートに例えられる。

太陽は固有磁場を持っているが、その様相は地球磁場と大きく異なる。磁力線は太陽風によって放射状に広がり、しかも自転の影響を受けてらせん状に展開する。宇宙空間の一般磁場は1ガウスに満たないが、黒点部分では数千ガウスと強さもまちまちである。太陽付近の強い磁場がプラズマを拘束する際にX線が生じる。
このような磁場は地球同様にダイナモ効果によると考えられるが、差動回転の影響で単純な双極磁場とならず緯度によって差が生まれて、やがて水平方向のトロイダル磁場を作る。しかし磁力線は反発し合うために浮き上がりやループなどが生じ、黒点を生む原因となる。ここにコリオリの力が影響すると、磁力線の繋ぎ変えやねじれができ水平方向の電流（トロイダル電流）が誘起され、磁場はNS極が逆転した緯度方向のポロイダル磁場となり、上下逆の双極磁場に戻る。この変動は11年を周期に起こり、これは太陽周期と呼ばれる。

#### 周期

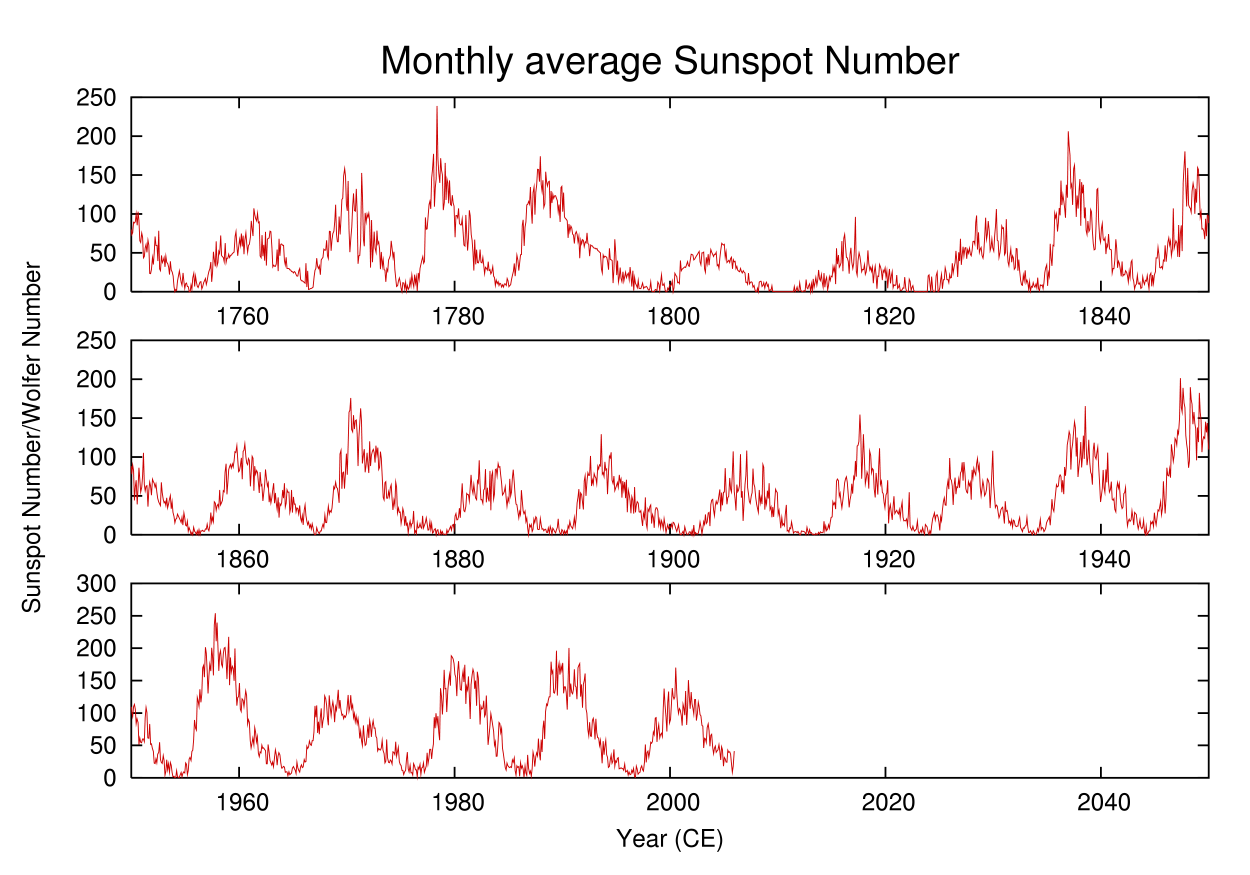
過去250年間の黒点数調査を描いた件数グラフ。11年周期で増減している。

太陽黒点は太陽周期で増減する。これは黒点の数で観測され、多くなれば活発な極大期へ向かう。このサイクルは古い磁場が一方の極から引き剥がされてもう一方の極まで達する周期に対応しており、1周期ごとに太陽磁場は反転する。太陽活動の周期には1755年から始まった周期を第1周期とする通し番号が付けられており、2008年1月から第24周期に入っている。この他、マウンダー極小期のようなさらに長い周期での変化もある。なお、11年周期は磁場極性変動が片方（例えば北から南）へ動く期間であり、一周する期間で考えれば22年周期とも言える。
この周期は、太陽磁場・差動回転・対流の3つが対流層で相互作用を起こした結果という説明が1950年代にアメリカのユージン・パーカーが提唱した「ダイナモ機構」で行われた。ただし太陽周期を正確に説明するダイナモモデルは完成しておらず、これには対流層での差動回転の様子を解明しなければならない。

### 表面現象

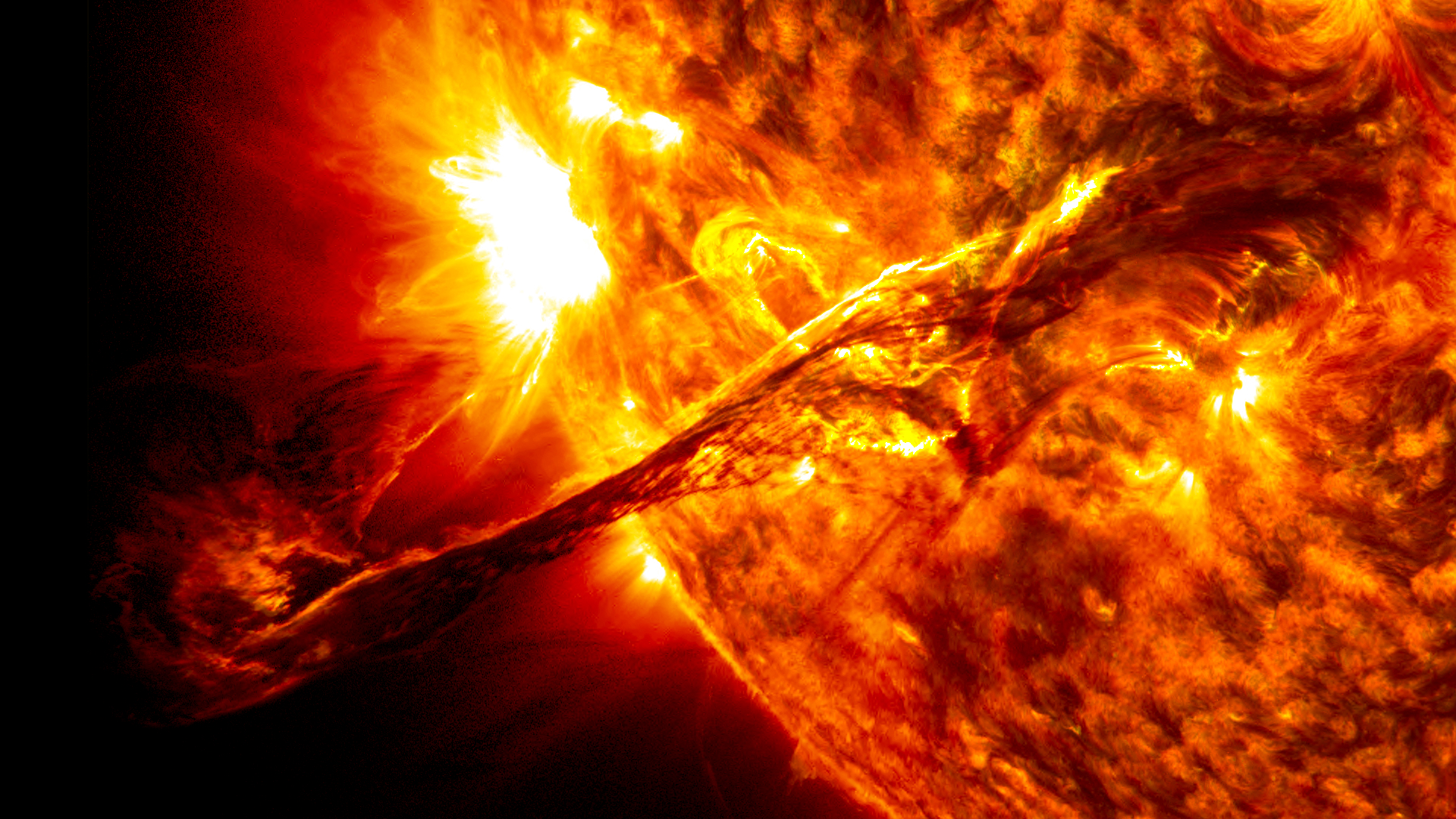
SDOが捕らえたように、2012年8月に紅炎が発生した。

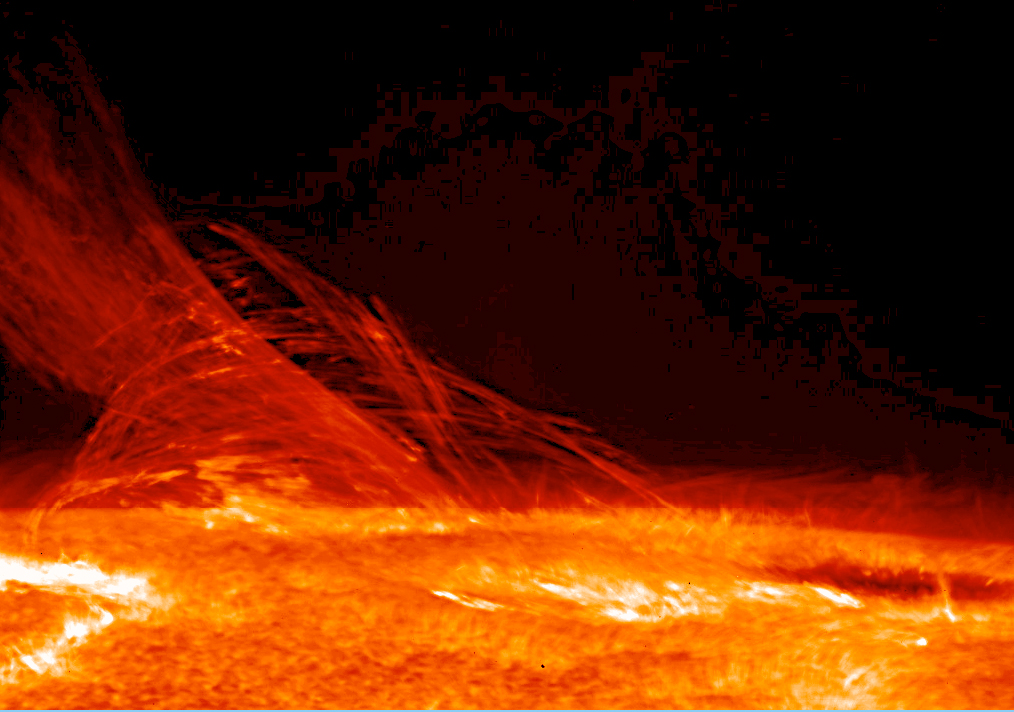
2007年1月12日にひのでの可視光磁場望遠鏡によって撮影された。この太陽の画像は異なる磁気両極性の地域を繋いでいるプラズマの繊維状の性質を明らかにしている。

太陽表面には、数時間から数ヶ月にかけて現れては消えるしみのような太陽黒点などさまざまな現象が生じる。また爆発現象である太陽フレアや紅炎（プロミネンス）、CME（コロナ質量放出）なども観察できる。これらを発生させる原因は太陽磁場の磁力線管である。黒点は磁力線管が浮き上がり光球面と交わる部分に2つが対になって生じ、太陽エネルギー放出を阻害するためにその領域の温度は相対的に低くなる。

#### 太陽フレア
太陽フレアは黒点上のコロナ部分周辺で数分から数十分発生する強力な爆発現象で、高さ1–10万キロメートルのフレアリボンという明るい帯状の光と強いX線を放ちながら、10×1022–10×1025ジュールの高エネルギー粒子が宇宙空間に放たれる。紅炎は黒点形成に関わる磁力線管に蓄積された2000–3000 Kの高温プラズマに耐えられず、付け根部分が破壊する現象で、これも高エネルギー粒子の放出が伴う。

#### コロナ質量放出（コロナガス放出、Coronal mass ejection, CME）
コロナ内でもコロナ質量放出（コロナガス放出、Coronal mass ejection, CME）という現象がある。これはコロナ下層から湧き上がる電離高温ガスの塊であり、質量1012 kg程度、速度10–1000 km/s、エネルギーは1026 J程度にもなる。かつては太陽フレア発生による副次作用と思われていたが、観測の結果CMEがフレアよりも先に起こることもあると判明しており、CME発生の根本原因は解明されていない。

### 太陽風
コロナ内部でプラズマのガス圧力が高まり、太陽の引力を超える状態になると宇宙空間へ吹き出す現象が起こる。これは太陽風と呼ばれ、1951年にドイツのルートヴィヒ・ビーアマンが彗星の尾が太陽光の圧力以外に何かしらの力を受けていることから予測し、1962年にマリナー2号の観測で実証された。
太陽風の密度は粒子が1 cm2当たり5個程度、通常速度は300–500 km/s。成分は主にプロトン (H+)次いでアルファ粒子 (He++)などイオンと電子などの荷電粒子である。これが太陽から磁力線に沿ったスパイラル状に吹き出している。温度は地球付近でも10万度を維持している。この太陽風は110–160 auまで届き、銀河系の恒星間ガスと衝突するところまで到達する。この衝突面はヘリオポーズと呼ばれ、これより内側が太陽圏（ヘリオスフェア）と定義される。この太陽風が地球磁場の南北極域に達し、オーロラが発生する。
太陽風は発生元によって特徴があり、太陽フレアから生じる場合は1000 km/sの高速・高密度となる。CMEからは高密度だが速度は中程度となり、コロナホールからは高速だが密度が低い太陽風が発生する。

## 太陽の謎

### 太陽の連星
太陽近傍の恒星のほとんどに同時に生まれた恒星が存在し連星を形成するが、太陽とペアとなる恒星が見つかっておらず仮説上の連星としてネメシスと名付けられている。この連星が失われた理由が謎となっている。

### 三態においての分類
これは太陽だけでなく他の恒星にも言えるが、太陽には固体からなる地球型惑星や衛星、液体が大半を占める木星型惑星や天王星型惑星などと異なり、はっきりした表面が存在しない。かつては、太陽を始めとする主系列星や未来の太陽の姿とされる赤色巨星は、気体で構成される、という説が有力であった。しかしながら、内部の重力の影響で、表面は気体だが、内部は液体ならびに固体で構成されている、とする説もある（前述の通り、核ではかなりの高温高圧になっているため、密度も非常に高くなっている）。21世紀初頭では、太陽の内部はプラズマや超臨界流体といった、固体でも液体でも気体でもない第四の状態となっている、とする説が最も有力となっている（中でも、既述したプラズマ説が最も有力）。このため、太陽の内部構造が三態のいずれかに該当するかについては結論は出ておらず、いまだにわかっていない。

### コロナ加熱問題
太陽の表面温度は約6000 °Cであるのに対し、太陽を取り囲むコロナは約200万 °Cという超高温であることが分かっているが、それをもたらす要因は太陽最大の謎とされた。1960年代までは太陽の対流運動で生じた音波が衝撃波へ成長し、これが熱エネルギーへ変換されてコロナを加熱するという「音波加熱説」が主流の考えだった。
1970年代からスカイラブ計画を通じてコロナのX線観測が行われたところ、太陽の磁場がつくるループに影響を受けていることが判明し、ここから太陽磁場の影響による加熱が提唱された。しかし他にも磁場に伴うアルベーン波説や、フレアによる加熱説などもあり、結論には至っていない。

### 太陽ニュートリノ問題
太陽内部の核融合反応に伴って、太陽からはニュートリノが常時放出されている。これは可視光で調査不能な太陽内部を直接知る手段として注目された。標準太陽モデルで求められた陽子-陽子連鎖反応による太陽ニュートリノは、以下の4種類が想定された。
{\displaystyle (1{\text{-}}1)\quad \mathrm {p+p} \to \mathrm {D+e^{+}} +\nu _{\mathrm {e} }}
{\displaystyle (1{\text{-}}2)\quad \mathrm {p+e^{-}+p} \to \mathrm {D} +\nu _{\mathrm {e} }}
{\displaystyle (6)\ \ \quad {}^{7}\mathrm {Be} +\mathrm {e^{-}} \to {}^{7}\mathrm {Li} +\nu _{\mathrm {e} }}
{\displaystyle (9)\ \ \quad {}^{8}\mathrm {B} \to {}^{8}\mathrm {Be} ^{*}+\mathrm {e^{+}} +\nu _{\mathrm {e} }}
これらの名称およびエネルギー値は上から、p-pニュートリノ (0.42MeV)、pepニュートリノ (1.44MeV)、ベリリウム・ニュートリノ（0.38MeVおよび0.86MeV）、ボロン・ニュートリノ (6.7MeV) である。
太陽ニュートリノ観測は1960年代にアメリカ、1985年から日本でそれぞれ行われたが、その結果は、恒星内部の核反応の理論から予測される値の半分程度しかないことが分かった。その後行われた高精度が期待される手法による観測でも理論値よりも測定値が低い結果が再現された。複数の観測法で同じ傾向の結果が出たために、方法的欠陥とは考えられなくなった。
1990年代に複数の仮説が提案された。ひとつは素粒子物理学におけるニュートリノ振動が影響するというものであった。ニュートリノが質量を持つと仮定すると、そのフレーバー（電子型、ミュー型、タウ型）が宇宙空間を飛来する間に変化する可能性があり、過去の電子型ニュートリノのみを測定する手法では太陽ニュートリノが減衰したように見えるというものだった。他にも標準太陽モデルにおけるニュートリノ発生比率への疑問も呈され、過去の実験では高エネルギーのボロン・ニュートリノを捉えやすい性質があったため、仮に太陽中心の温度が想定よりも低いとするとp-pIII反応の比率は低くなり、結果として太陽ニュートリノの観測値が低くなるという考えが提案された。他にも「太陽では核反応が起こっていない」という極端な説が飛び出る中、新たな観測方法が求められた。
21世紀に入り稼動したスーパーカミオカンデは、同時期に開始されたカナダの観測法よりも比較的電子型以外のニュートリノも捉えることが可能だった。太陽ニュートリノを観測した結果は、理論値よりも低いながらもスーパーカミオカンデの実測値はカナダのそれを上回り、太陽ニュートリノ問題はフレーバーの変化という説で決着した。スーパーカミオカンデは別な観測でニュートリノ振動を実証し、これを受けて「太陽ニュートリノ問題」提唱者レイモンド・デイビスとカミオカンデ実験を主導した小柴昌俊は2002年度のノーベル賞を授与された。

### 太陽の環
1966年11月12日に観測された日食の際、アメリカの科学者が赤外線観測によって、太陽から約300万キロメートル離れた地点で数µm程度の微細な塵がリング状に広がっていることを発見した。次いで1993年11月13日にインドネシアにおいて観測された日食の際に京都大学の研究チームが環を確認したが、それ以来、環は見えなくなっており、今後の研究が待たれている。

## 太陽の歴史と未来

### 形成
太陽は過去の超新星の残骸である星間物質から作られた種族Ⅰの星であり、太陽は超新星爆発で四方八方に散らばった星間物質が何らかの影響によってふたたび集まって形成されたと考えられている。この根拠は、主に質量の大きな高温の星の内部で元素合成によって作られる鉄や金、ウランといった重元素が太陽系に多く存在していることにある。このとき同じ星雲からは1000から2000個程度の星が生まれ星団を形成したが、重力的な束縛がない散開星団は45億年の間に散逸したと考えられている。HD 162826 や HD 186302 はこのときに同じ星雲から生まれた「太陽の兄弟星 (solar sibling) 」とされている。

### 進化

#### 主系列
太陽の中心核では水素原子4個がヘリウム原子1個に変換される熱核融合が起きるが、この反応で圧力がわずかに下がり、それを補うために中心部は収縮し、温度が上がる。その結果核融合反応の効率が上昇し、明るさを増していく。45億年前（太陽誕生から1億年後）に主系列星の段階に入った太陽は、現在までに30 %ほど明るさを増してきたとされている 。今後も太陽は光度を増し続け、主系列段階の末期には現在の2倍ほどの明るさになると予想されている。

#### 中心核の水素の消耗後

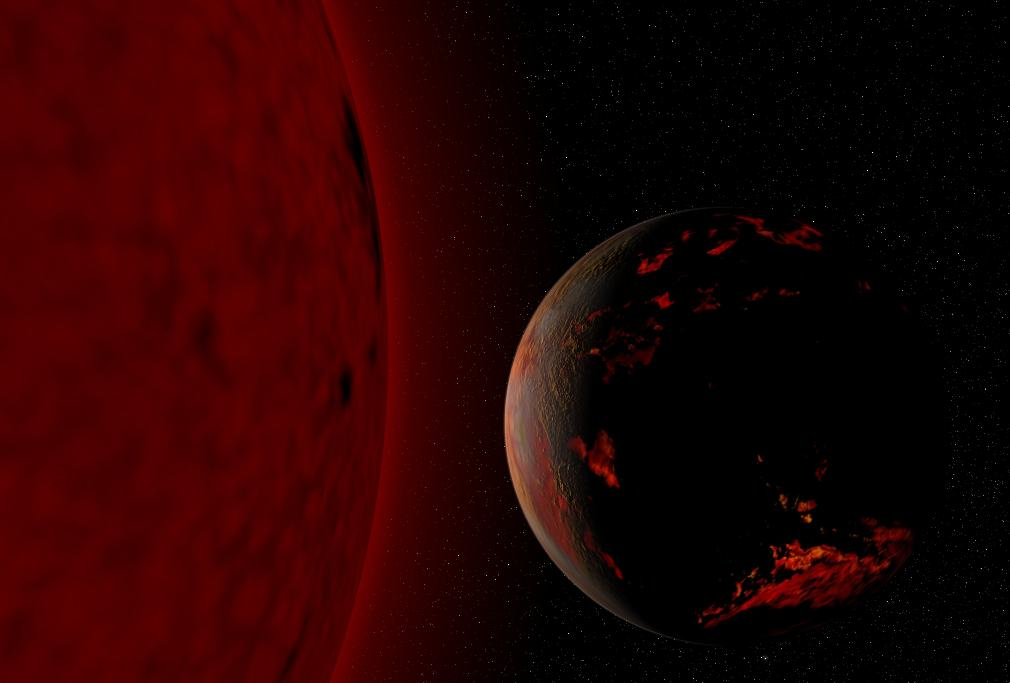
赤色巨星となって地球の公転軌道近くにまで表層が膨張した太陽の想像図

太陽は超新星爆発を起こすのに十分なほど質量が大きくない。20世紀末–21世紀初頭の研究では太陽の主系列段階は約109億年続くとされており、63億年後には中心核で燃料となる水素が使い果たされ、中心核ではなくその周囲で水素の核融合が始まるとされる。その結果、重力により収縮しようとする力と核融合反応により膨張しようとする力の均衡が崩れ、太陽は膨張を開始して赤色巨星の段階に入る。外層は現在の11倍から170倍程度にまで膨張する一方、核融合反応の起きていない中心核は収縮を続ける。この時点で水星と金星は太陽に飲み込まれ、高温のために融解し蒸発するだろうと予想されている。
76億年後には中心核の温度は約3億Kにまで上昇し、ヘリウムの燃焼が始まる。すると太陽は主系列時代のような力の均衡を取り戻し、現在の11–19倍程度にまで一旦小さくなる。中心核では水素とヘリウムが2層構造で核融合反応を始める結果、主系列段階よりも多くの水素とヘリウムが消費されるようになる。この安定した時期はおよそ1億年程度続くとされるが、主系列期の109億年に比べれば1パーセントにも満たない。やがて中心核がヘリウムの燃えかすである炭素や酸素で満たされると、水素とヘリウムの2層燃焼が外層部へと移動し、太陽は再び膨張を開始する。最終的に太陽は現在の200倍から800倍にまで巨大化し、膨張した外層は現在の地球軌道近くにまで達すると考えられる。このため、かつては地球も太陽に飲み込まれるか蒸発してしまうと予測されていたが、20世紀末–21世紀初頭の研究では赤色巨星段階の初期に起こる質量放出によって重力が弱まり、惑星の公転軌道が外側に移動するため地球が太陽に飲み込まれることはないだろうとされている。ただし、太陽がどのように膨張し地球がどのような影響を与えるのか正確に予測するのは困難とされる場合もある。
赤色巨星の段階に続いて太陽は脈動変光星へと進化し、これによって外層の物質が四方八方へと放出されて惑星状星雲を作り、10–50万年にわたってガスを放出する。その後、太陽は白色矮星となり、何十億年にもわたってゆっくりと冷えていき、123億年後には収縮も止まる。この進化モデルは質量の小さな恒星の典型的な一生であり、恒星としての太陽は非常にありふれた星であると言える。

## 人類の太陽認識と観測

### 神話信仰

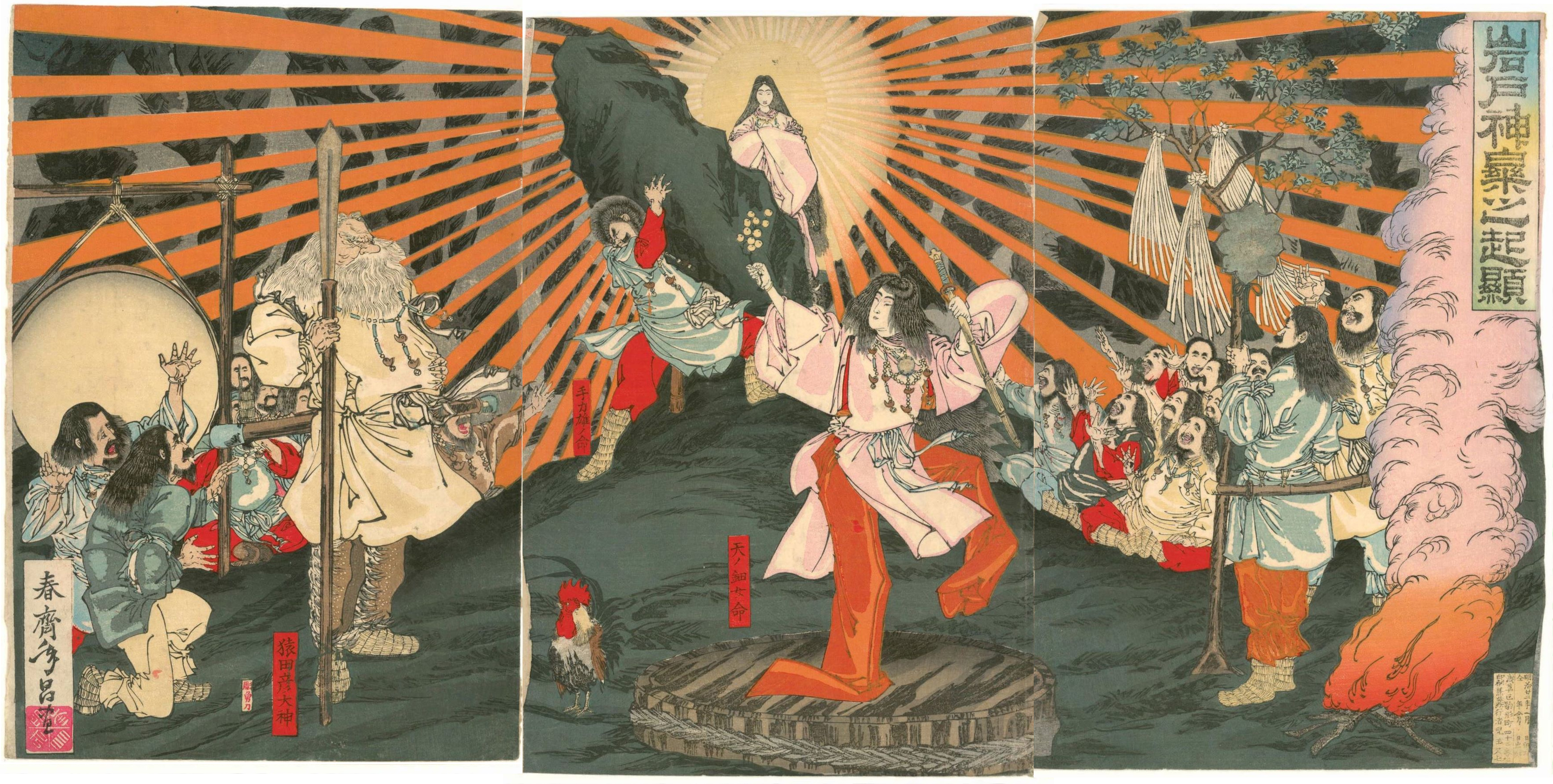
日本神話における太陽神・天照大神

太古の時代から、太陽を人格として捉えた太陽神は世界の多くの神話・伝承などで最高神などとして描かれることが多く、太陽崇拝の対象であることも多い。その性質も、昼夜を分け世界を統治する男性神でもあれば、植物を育て恵みを与える女性神として考えられることもあった。月とともに普遍的な太陽神についての誕生や成立に関する説話は世界各地に伝記および伝承などの形で残されている。

### 古代の観測

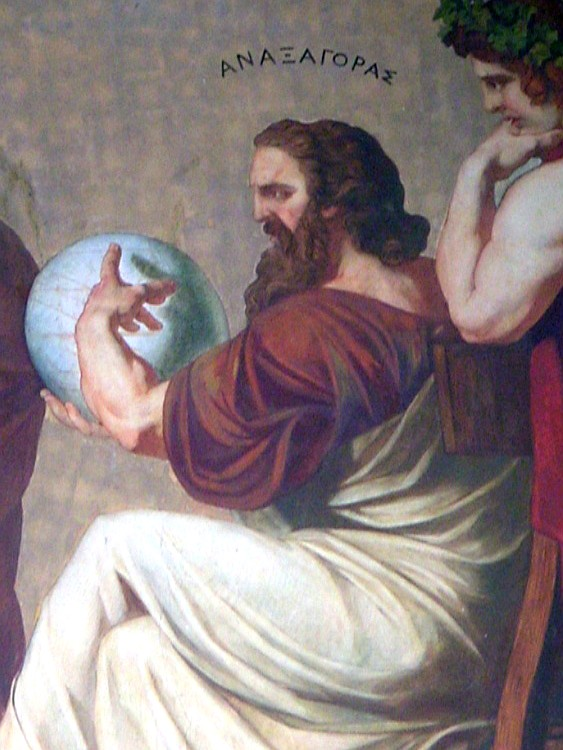
アナクサゴラス

太陽を天文学的に観測した初期の例は、古代ギリシアのアナクサゴラス（紀元前500年頃 – 紀元前428年頃）が800キロメートル離れたシエネ（アスワン）とアレキサンドリアで同時刻の太陽視差を測定し、三角法で距離と大きさを求めた。これは、地球は平面という前提でなされたもので、距離を6400キロメートル、直径を56キロメートルと算出し「太陽はペロポネソス半島ほどの大きさ」と述べた。実際とはかけ離れた数字だが、当時のギリシア人はあまりの大きさに誰も信じなかったという。
地球が球体という前提で距離を計算したアリスタルコス（紀元前310年–紀元前230年）が日食時に月と太陽の視差がほぼ同じという観察を根拠に三角関数を用いて月と太陽までの距離を計算した。さらにヒッパルコス（紀元前160年–紀元前125年）が精度を高めた計算を行った。

### 宇宙の中心の座
歴史に残る最初の地動説は、紀元前500年頃のフィロラオスだが、彼の唱える宇宙の中心は太陽ではなく仮想的な「火」だった。太陽中心の地動説はサモス島のアリスタルコス（紀元前310年–紀元前）が観測を元に唱えた。
しかし、クラウディオス・プトレマイオス（83年頃–168年頃）が確立した天動説型太陽系モデルの体系化を成し遂げた。これを含む古代ギリシア学問はアラビア世界を経て12世紀にヨーロッパが取り入れ、キリスト教的世界観に組み込まれた。
中世ヨーロッパで地動説は、ニコラウス・コペルニクス（1473年–1543年）によって唱えられ、ガリレオ・ガリレイ（1564年–1642年）が望遠鏡を用いた天体観測を重ね、木星の衛星（ガリレオ衛星）軌道から地動説を提唱したが、二度の宗教裁判の末に敗れた。しかし地動説はヨハネス・ケプラー（1571年–1630年）が堅持し、アイザック・ニュートン（1642年–1727年）が万有引力の法則で理論的に説明したことで広く受け入れられるようになった。

### 太陽観察
太陽の観察は古代から行われ、皆既日食から彩層やコロナは観察されていたことが観察記録から判明している。ガリレオは黒点の観察を記録し、1859年にはリチャード・キャリントンが太陽フレアのスケッチを描いた。太陽光をプリズムで分析する観察はニュートンも行ったが、ヨゼフ・フォン・フラウンホーファー（1787年–1826年）が分光の中に黒い線を発見した。1850年代に、グスタフ・キルヒホフ（1824年 – 1887年）とロベルト・ブンゼン（1811年–1899年）がこの黒線が特定の元素によって吸収された光の波長であることを突き止め、これによって太陽大気の元素成分が判明した。分光による輝線と元素の関連が判明した後の1868年に、ピエール・ジャンサン（1824年–1907年）が日食時の太陽光スペクトルを観察していた際に未知の元素を示す輝線が発見され、後にこれは太陽のギリシア語にちなみ「ヘリウム」と名づけられた。ゼーマン効果による黒点磁場は1908年に発見された。

### 太陽観測時の注意点

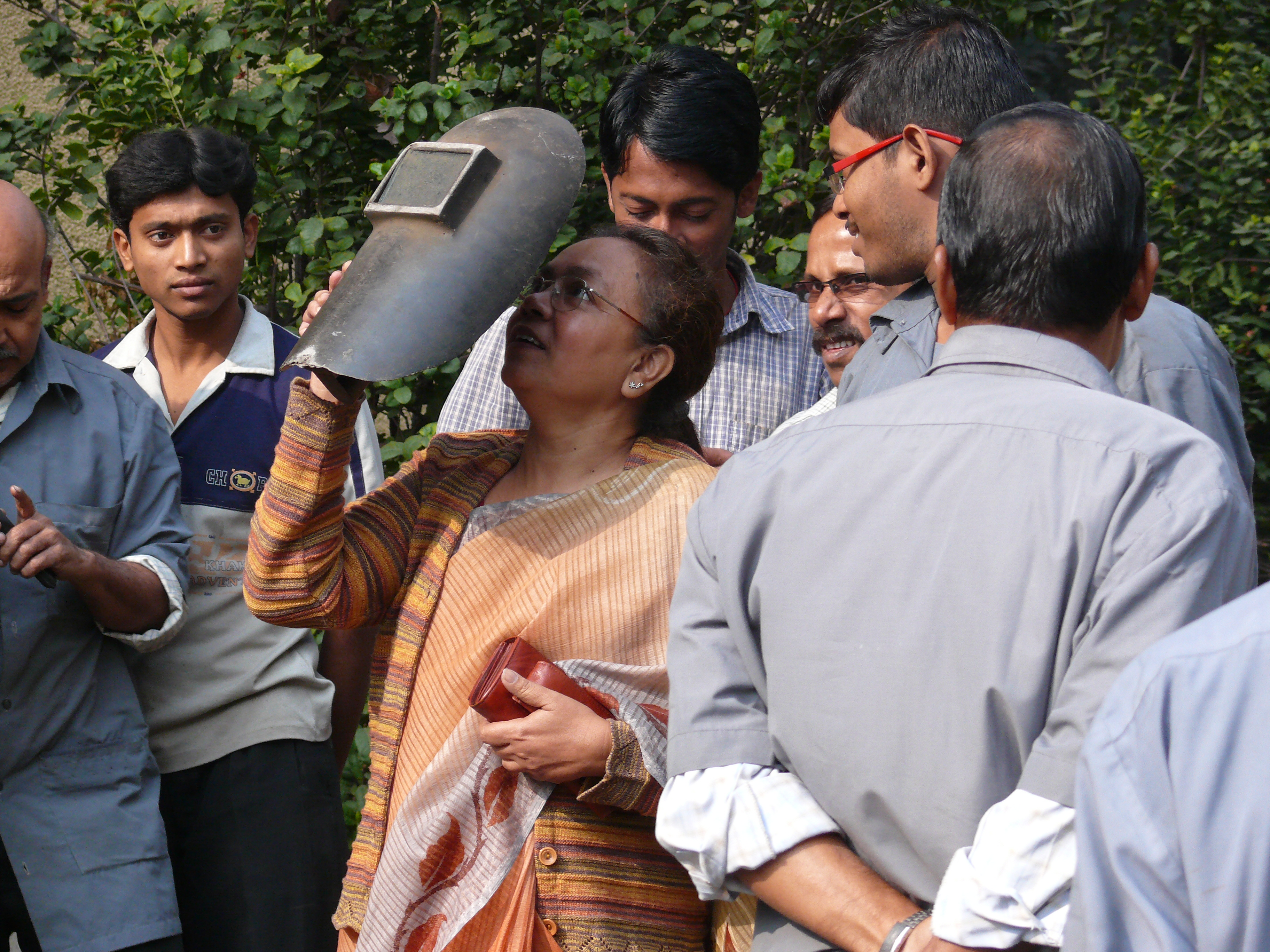
溶接用の遮光面で日食を観測する人。

日光には可視光線の青色光、紫外線、赤外線が含まれるため、肉眼で直接太陽を観測すると日食網膜症を引き起こし、網膜のやけどや後遺症、失明の危険がある。観察には日食グラスや太陽観測専用の遮光フィルターなどの専用の器具を使用する（すすのついたガラスや黒い下敷き、カラーネガフィルムによる減光では不十分とされている）。太陽の位置を瞬間的に肉眼で確認してから、グラスやフィルターを目に当てる方法では、網膜のやけどによる影響が蓄積される（そのため、先にフィルターに目を当ててから、観測をはじめるように勧告されている）。
望遠鏡や双眼鏡を使用する場合には、太陽投射板に太陽像を投射する方法、対物レンズの前にフィルターを装着する方法の他、（不適切な導入によって事故の危険があるが）接眼レンズに専用のサングラスを装着する方法や、サンプリズムで減光した後に接眼レンズに専用のサングラスを装着する方法もある。
上記のように適切な専用機器を使って正しい観測方法を行ったとしても、長時間の観測によって日食網膜症を引き起こすこともあり、1分観測するごとに2〜3分程度の休憩を取ることが最良かつ最適だとされており、市販されている日食グラスにもその旨の警告が記されている。
太陽光は赤外線もかなり強力で、分厚い雲に覆われて肉眼では太陽が見えない場合でも、デジタルカメラなどでは雲越しに写る事が多い。黒点の極大期にはピンホールカメラで黒点観測ができる事もある。ピンホールカメラと同じ理屈で、日食時の木漏れ日は欠けた太陽の形になる。

### 太陽望遠鏡
光量が非常に多く、しかも観測目標が光球表面の見かけ上微細かつ変化が激しい現象である太陽観察には、特別な望遠鏡が開発された。一般的には、焦点距離が長く拡大率を高められ、収差を小さくするためにF値が30以上のものに、分散性能が高い分光器が求められる。これらを満たす装置は大型になるため、太陽を追尾する部分・集光部分・分光部分が独立していることが必須となる。
これらを満たすものとして、追尾部分は「シーロスタット式」や「ヘリオスタット式」、反真空望遠鏡では「タロット式」が採用される。太陽観測は日中であるため夜間より大気の揺らぎが大きく、シーイング向上を目指した設置場所や方法も工夫が必要となる。高地や、海や森林などで囲まれた場所がよく選ばれるが、初期には太陽塔望遠鏡のような構造物の上に設置された。太陽観測用では、1998年にサクラメントピーク天文台で初めて設置された補償光学も、シーイングに成果をもたらしている。

### 日震学

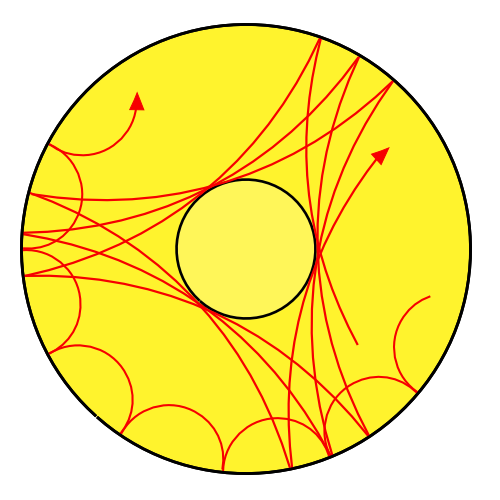
太陽内部の定在波。太陽内部では音速が場所により変化することから音波は屈折し、光球面近くで反射するため内部に閉じ込められて定在波となる。

太陽内部では乱流的対流とともに音波的波動（太陽の固有振動）が存在し、この2つが表面の運動速度場を決定している。太陽光、特に吸収線のドップラー効果から、光球表面の各部分についてこれを知ることができる。これは1960年にアメリカのロバート・レイトンらが粒状斑を観察する中で発見したもので、「5分振動」と呼ばれる。これは当初、太陽大気の局在が原因と思われたが、1970年代にpモードと呼ばれる太陽が持つ固有の振動が原因と判明した。太陽光球上で非常に目立つ5分振動は、量子力学で扱われる球面調和関数で記述できる、量子数が異なる様々な音波の固有振動が重なり合った結果だった。この理論は可視光で観察不能な太陽内部を調査できるために注目され、また地球内部を地震波で調査する手段と基本的に同じであるため、「日震学」(helioseismology) と呼ばれる。
日震学は、対流層の深さを明らかにした。外部から対流を観察するだけでは不明瞭だった対流の深さが固有振動の分析で判明し、それまで考えられていたよりも対流層は厚かった。また、音波が伝わる速度が温度に依存する点から、太陽内部の温度分布が計算可能となった。これは、後述する「太陽ニュートリノ問題」が解決される前に提示された中心温度への疑問に対し、計算値は標準太陽モデルに近いことを示した。さらに太陽内部の自転速度分析にも回答を与え、表面のような差動回転は内部には大きく見られないことが解明された。

### 太陽探査機

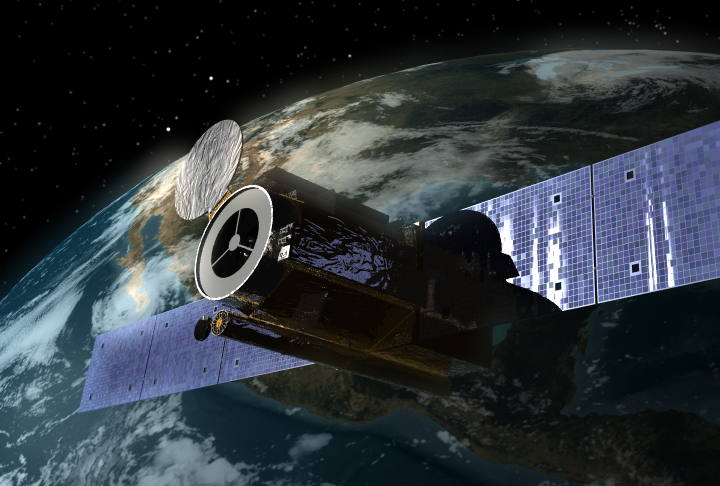
太陽観測衛星ひので。可視光、紫外線、X線と複数の観測手段を搭載した。

地球周回軌道から太陽を観測する探査機と、太陽周回軌道を目指す探査機では求められる性能が大きく異なる。
特に太陽周回軌道を目指す探査機については、恒星である太陽の接近探査は他の惑星探査とは大きく異なる課題が多く、地球からの距離、強力な引力、超高熱、強力で多種な宇宙線などを考慮しなければならない。
X線による太陽観測は1970年代から活発に行われ、アメリカの「スカイラブ」や「ソーラーマックス」、ESA と NASA が共同で「SOHO」、日本の「ひのとり」や「ようこう」および「ひので」などが打ち上げられた。「スカイラブ」はコロナの詳細な像をもたらし、さらに「ようこう」は空間分解能の高いコロナ像を提供した。
光球の基本的な組成は分光観測によってよく知られているが、太陽内部の組成についてはあまりよく分かっていない。そこで太陽風に含まれる粒子のサンプルリターンミッションである「ジェネシス」は、研究者が太陽の物質を直接測定することを目的に計画された。このミッションでは2004年に機体が地球に帰還し、サンプルの解析が現在も進行中だが、試料カプセルが大気圏へ再突入する際にパラシュートが何らかの原因で正常に作動せず、カプセルが地表に激突したために、サンプルの一部が損傷を受けた。

## 人類との関係

### 占星術
太陽は七曜・九曜のひとつで、10大天体のひとつである。また、太陽は惑星ではなく恒星であるが、西洋占星術では他の天体と同様に「惑星」として扱われ、獅子宮（しし座）の守護惑星で、吉星（ベネフィック）である。西洋占星術において太陽は月と並んで最も重要な惑星として扱われ、「生命力」と「エネルギー」のシンボルである。象徴するキーワードは「意志」「尊厳」「独立心」「活力」「輝かしいもの」「明らかなもの」「公の領域」「プライド（尊大さ、自己中心的）」などで、象徴する人物は「父親」「夫」「権力者」「英雄」などがあり、特定の人物を読む場合には月と対を成す、その人自身の基本的な性質を表すとされる。